# 59式130毫米自行加农炮

59式130毫米履带式自行加农炮是中华人民共和国于80年代研制的一款自行加农炮，该炮使用83式自行加榴炮的底盘换装59-1式加农炮身管改进而来，计划用来取来59式130毫米牵引式加农炮。该炮除口径外其他结构和83式自行加榴炮完全一致，由于其作战任务与83式自行加榴炮重叠，因而没有装备部队，转而外销。